# Paunovi
Paunovi (latinski: Pavo) su rod ptica koji uključuje dvije vrste. Ovaj rod nazivaju i Azijski paun.
Afrički kongoanski paun pripada rodu Afropavo, ne pripada paunovima.

## Opis
Paun se često prikazuje i najpoznatiji je kao mužjak, koji ima ogromni rep s mnoštvo perja dugog nešto više od 3 metra, koji je raznih boja. Ženka je neugledna te je smeđe boje, no neke imaju sive te smeđe tonove perja.
U paunove spadaju dvije vrste:
- (Indijski) Paun, Pavo cristatus Linnaeus, 1758 (iz Azije)
- Zeleni paun, Pavo muticus Linnaeus, 1766 (iz Azije)

Indijski paun uobičajeno stanište nalazi u Indijskom potkotinentu. Mužjak indijskog pauna nacionalna je ptica Indije. Zeleni paun živi u Burmi i na indonezijskom otoku Javi. Ponekad se zeleni paun naziva i nijemi paun.
Indijski paun prema nekim autorima nema podvrsta, dok zeleni paun ima 3 podvrste: P. m. spicifer, P. m. imperator i nominatni P. m. muticus. Obje vrste su se razvile alopatrijski. Čovjek ih obje uzgaja u zatočeništvu, čak i daleko od izvornih staništa.